# Uma Garota Comum
Uma Garota Comum é uma futura série brasileira produzida pelo Disney+ em parceria com a Formata Produções e Conteúdo e Nonstop. A direção é de Juliana Vonlanten e Allan Debertonque que assina o roteiro ao lado de André Araújo. A primeira temporada ainda não tem estreia prevista no streaming.

## Enredo
A estrela pop latina Alana, cansada de não ter controle sobre sua própria vida, decide fugir para uma pequena cidade no interior do Brasil, onde vive seu pai, Roberto. Em busca de anonimato pela primeira vez em anos, ela cria uma identidade falsa: Drica, uma jovem comum que apenas deseja levar uma vida despreocupada. No entanto, durante essa nova experiência, ela se vê inesperadamente apaixonada e enfrenta as complicações que sua mentira pode trazer.

## Elenco
- Juliana
- João Gabriel Marinho
- Isabela Souza
- Eike Duarte
- Esteban Velasquez
- Alexia Dechamps
- Tuca Andrada
- Rodrigo Frampto